# Carl Peter von Le Fort

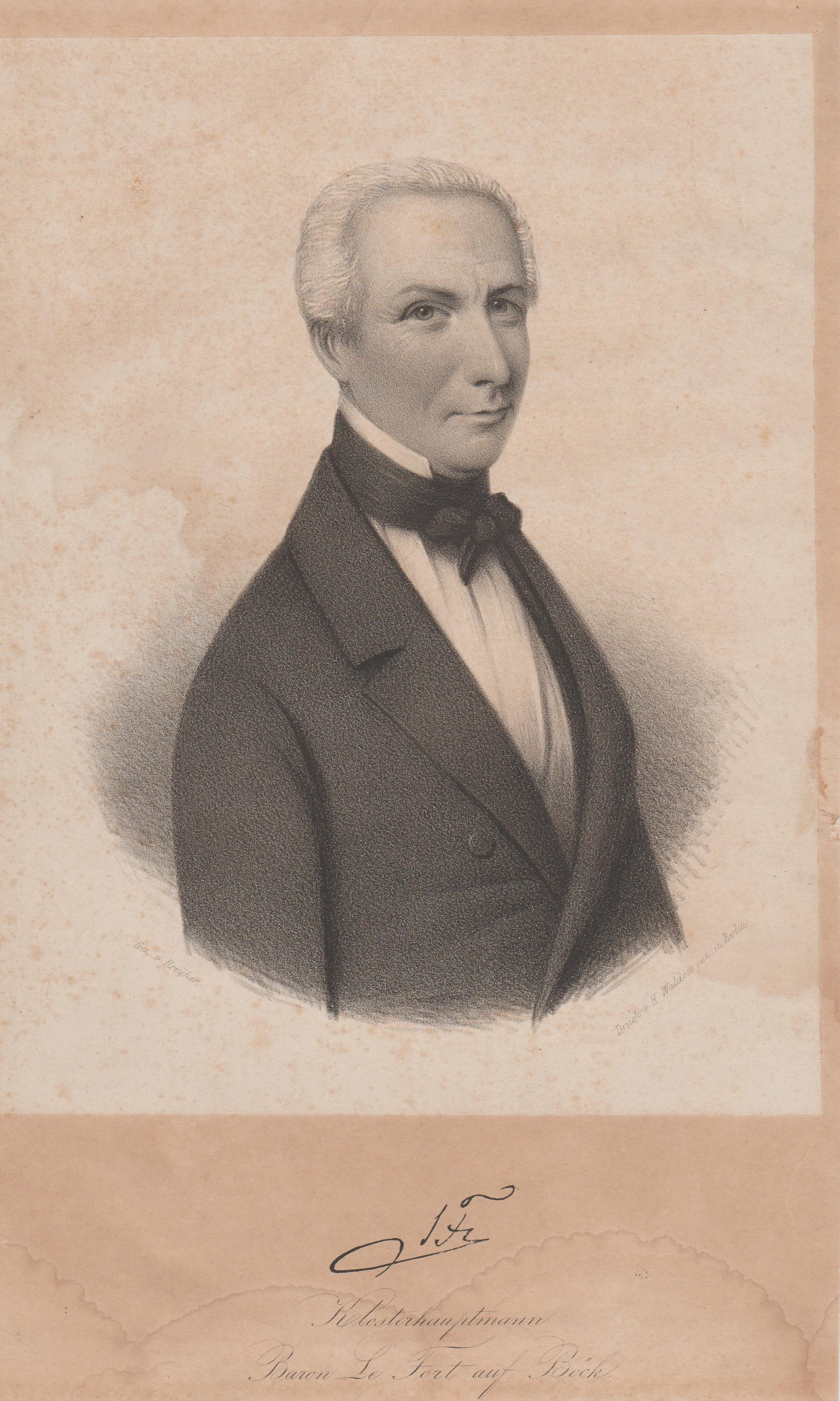
Carl Peter von Le Fort

Carl Peter Johann Reichsfreiherr von Le Fort, auch Carl Johann Peter von Le Fort, Johann Carl Peter von Le Fort, Peter von Le Fort (* 24. Mai 1794 in Berlin; † 22. Juni 1862 in Boek) war ein deutscher Gutsherr und Landrat von Mecklenburg-Schwerin. Er stand zeitweise in französischen Diensten und war Besitzer der Güter Gottin und Tellow bei Teterow sowie Wendhof und Poppentin bei Göhren-Lebbin. Historische Bedeutung gewann er als Klosterhauptmann im Landeskloster Dobbertin.

## Herkunft
Carl Peter von Le Fort war der ältere Sohn des mecklenburgischen Gutsbesitzers Ludwig (August) Reichsfreiherr von Le Fort (1760–1831) und dessen Ehefrau Marie, geb. Splitgerber († 1811).

## Leben
Le Fort studierte ab 1811 an der Georg-August-Universität Göttingen. 1811 wurde er Mitglied des Mecklenburger-Corps Vandalia Göttingen. Nach dem Studium ging er zunächst nach London und Amsterdam und wurde Handelsherr. In London machte er die Bekanntschaft mit dem erfolgreichen Rostocker Kaufmann und Kapitän Caspar Christoph Michael Brinckman. Dessen Sohn John Brinckman war als plattdeutscher Dichter und Lehrer von 1844 bis 1846 beim Klosterhauptmann Le Fort als Hauslehrer in Dobbertin tätig. In Amsterdam lernte Le Fort seine spätere Frau Henriette (Marie) Splitgerber, die Tochter des Gutsbesitzers David Splitgerber aus Bronstee bei Harlem und der Johanna Gisberta, geborene Harderwyk, kennen. Die Heirat am 31. Mai 1836 erfolgte in Amsterdam zunächst bürgerlich durch den Schöppen Deutz, danach religiös in der wallonischen Kirche zu Amsterdam vom Prediger Mournier. Im Sommer 1836 übernahm Le Fort das kleine väterliche Gut in Wendhof. Ab 1842 erwarb er vom Vize-Landmarschall Adolph (Friedrich Karl) von Oertzen (1797–1867) als Liquidator des Nachlasses von dessen Schwiegervater Carl von Pentz (1776–1827) noch das Gut mit der Patronatskirche in Boek am südöstlichen Ufer der Müritz und erhielt es vom Großherzog Friedrich Franz II. von Mecklenburg-Schwerin zum Lehen.

### Klosterhauptmann in Dobbertin

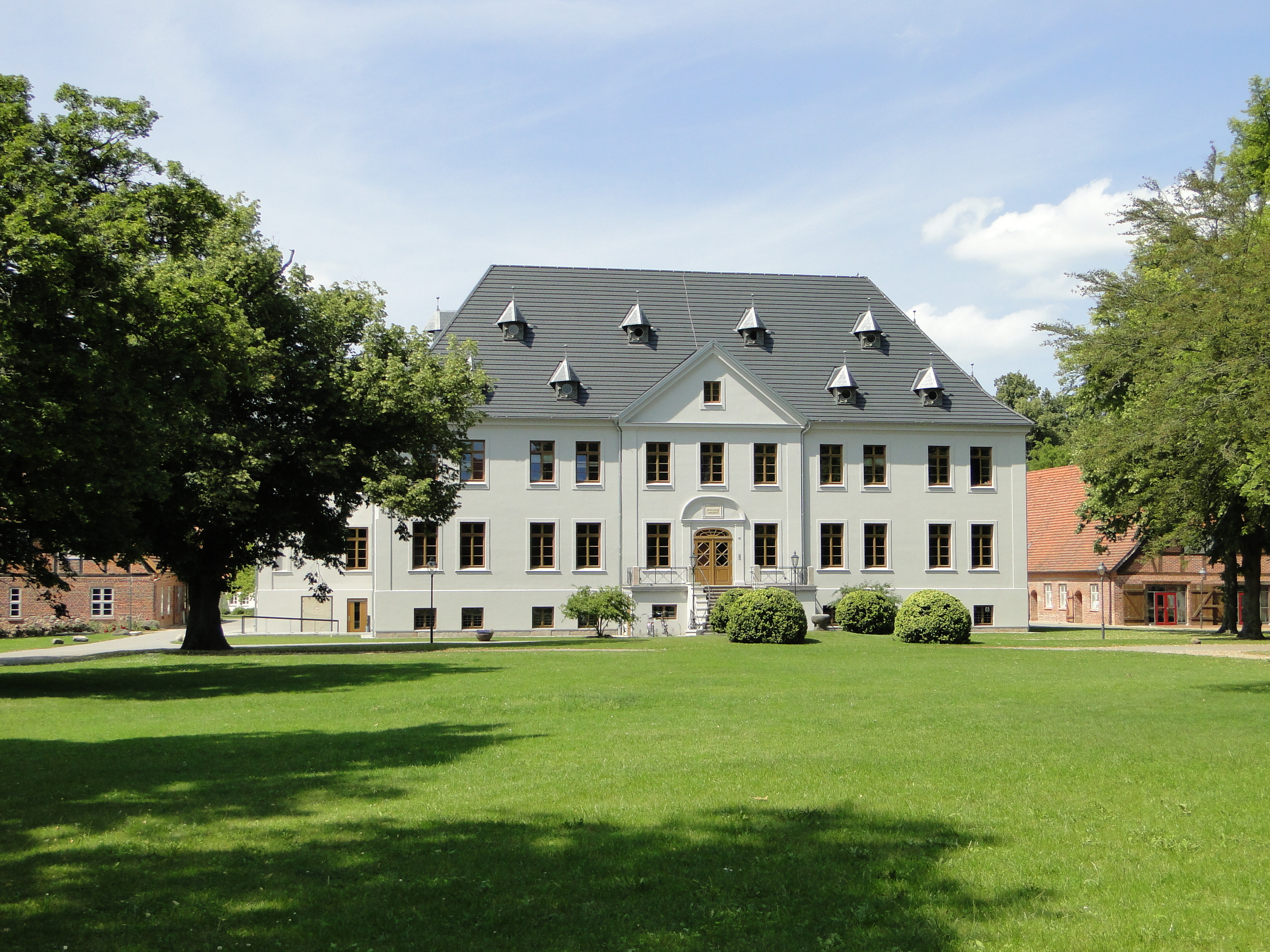
Klosterhauptmannshaus in Dobbertin (2011)

Als Mitglied des Mecklenburgischen Landtags wurde Le Fort am 2. Dezember 1835 in Sternberg in das wichtige Amt des Dobbertiner Klosterhauptmanns gewählt. Die schriftliche Bestätigung durch den Großherzog Friedrich Franz I. von Mecklenburg-Schwerin erfolgte am 5. Dezember 1835. Der bisherige Klosterhauptmann Victor (Wilhelm August Friedrich Eugen) von Oertzen auf Leppin war am 12. August 1835 im Alter von 40 Jahren in Dobbertin verstorben. Nach Erhalt der Bestallungsurkunde zog Le Fort mit seiner Frau einen Monat nach der Hochzeit mit einer feierlichen Einführung am 24. Juni 1836 in das Amtshaus im Kloster Dobbertin ein. Zu dieser Zeit waren im Klosteramt als Provisoren der Landrat Hans Dietrich Wilhelm von Blücher auf Sukow und Major Heinrich Franz von Barner auf Klein Görnow tätig. Nach dem Protokoll des Amtsactuars Ludwig Lierow vom 24. Juni 1836 fand die Vorstellung des Klosterhauptmanns Carl Peter Baron von Le Fort, Erbherr auf Wendhof, vor dem Konvent mit der Frau Domina als Vorsteherin im Chorsaal statt. Durch Krankheit der Domina Elisabeth Friedrike von Rohr nahm die Unterpriorin Christina Louise Elisabeth von Blücher die Vorstellung aller 32 Konventualinnen vor. Die Vorstellung des Klosterhauptmanns vor den klösterlichen Beamten und deren Vereidigung, darunter auch die Dorfschulzen, Pastoren, Förster und Landreiter als Klosterpolizist, erfolgten danach in der Gerichtsstube.
Die Amt des Klosterhauptmanns wurden so gesehen: Die ganze Sorge der Verwaltung ruht auf den Schultern des Klosterhauptmanns, der, mit seiner Familie am selben Ort wohnend, der Anwalt der Klosterdamen ist. An ihn richten sie jede Bitte um bauliche Veränderungen oder was es sonst sein mag, und die Familie des Klosterhauptmanns bildet, wenn dieselbe ihre Stellung richtig auffaßt, den Mittelpunkt des klösterlichen Lebens. Gern wählt der Landtag daher den Klosterhauptmann aus älteren Familien des Landes, damit er seinen alten Damen die rechte Pietät entgegenbringt, und von vorgerückten Jahren, damit seine Frau nicht mehr durch kleine Kinder gebunden, sondern frei ist, sich dem Verkehr mit den Damen liebenswürdig zu widmen. Carl Peter von Le Fort kam weder aus einer der ältesten Familien des Landes, noch hatte er mit gerade erst 40 Jahren das vorgerückte Alter.
Doch Le Fort leistete als Kaufmann eine hervorragende Arbeit in der Verwaltung des Klosteramtes, so dass er auf den Landtagen dreimal auf sechs Jahre bis 1854 zum Klosterhauptmann gewählt wurde. Gleich nach seinem Amtsantritt kam es im Kloster zu einer regen Bautätigkeit. Die Doppelturmanlage der Klosterkirche wurde 1837 vollendet. Danach besorgte er Geld für den äußeren Kirchenumbau. Le Fort führte auch die Baukonferenzen mit seinen beiden Provisoren von Blücher auf Sukow und nun Johann Jakob von Leers auf Schönfeld, dem Küchenmeister Christoph Friedrich Behrens, dem Amtsaktuar Ludwig Lierow sowie dem jungen Schweriner Hofbaumeister Georg Adolph Demmler, der die Entwürfe lieferte, und dem für die restauratorische Betreuung zuständigen Denkmalpfleger, dem Geheimen Archivrat Georg Christian Friedrich Lisch aus Schwerin, bis zu seiner Vollendung 1851 durch. Das neue Küchenmeisterhaus wurde 1845 fertiggestellt. Die im Klosterdorf eingerichtete Kleinkinderschule, der Dorfkindergarten, wurde 1846 vergrößert und von den Klosterdamen betreut. In den größeren Klosterdörfern wurde nach 1846 mit der Erneuerung der Schulhäuser begonnen und 1853 ließ Le Fort in Dobbertin noch eine Bildungsanstalt zur Ausbildung junger klostereigener Landschullehrer einrichten. Klosterprediger Christian Heinrich Mahn und der erste Lehrer Ahrend leiteten die Anstalt, der Küchenmeister Behrend lehrte den Junglehrern das Orgelspiel auf der eigens durch den Orgelbauer Ernst Sauer dafür gebauten kleinen Schul-Orgel.
Ein Verdienst Le Forts war 1838 auch die Übergabe der Originalurkunden des Klosters Dobbertin an den Geheimen Archivrat Lisch in Schwerin zur Veröffentlichung in den Mecklenburgischen Urkundenbüchern und deren sichere Aufbewahrung im Landeshauptarchiv Schwerin. Aktiv arbeitete Le Fort auch im Verein für mecklenburgische Geschichte und Altertumskunde.
Durch den Ludwigsluster Schlossgärtner Carl Schweer ließ Le Fort ab 1841 auf dem Großen Werder den Klosterpark mit Pavillon und Rasentennisplatz bis zur Klostermühle anlegen. Dazu ließ Le Fort durch den Kammeringenieur und Landvermesser des Klosteramtes, Heinrich Christoph Stüdemann aus Ruest, noch 1841 einen colorierten Plan von dem Kloster Dobbertin mit Umgebungen mit Der kleine Werder und Der große Werder anfertigen.
Während der Revolution von 1848 wurde im Mai 1848 in Schwerin ein außerordentlicher Landtag abgehalten, an dem auch Le Fort teilnahm. Die Verhandlungen zu einer neuen Landesverfassung dauerten drei Wochen. Die Veränderungen wurden schon 1850 rückgängig gemacht.
Als am 13. August 1853 der Großherzog Friedrich Franz II. von Mecklenburg-Schwerin vom Kloster Malchow zu Besuch ins Kloster Dobbertin kam, war Le fort mit seiner Familie einfach nach Holland abgereist. Die Führung des Großherzogs durch das Kloster erfolgte durch die 74-jährige Frau Domina Hedwig von Quitzow.
Alle vier Kinder der Eheleute Carl Peter von Le Fort und Henriette (Marie), geborene Splitgerber sind in Dobbertin geboren und wurden in der Klosterkirche getauft. Nach der Geburt des ersten Sohnes David (Ludwig Johann Peter Heinrich) am 25. Februar 1838 waren zur Taufe durch den Klosterpastor Christian Heinrich Mahn  auch die Schwiegereltern David und Johanna Splitgerber aus Amsterdam angereist. Als Taufpaten waren der Klosterprovisor Hans Dietrich von Blücher und der Kammerherr August Peter David von Le Fort auf Poppentin anwesend. Am 22. März 1840 wurde Ludwig (Friedrich Peter) geboren. Zu seiner Taufe am 9. Mai 1840 war als Pate nur noch David Splitgerber aus Amsterdam anwesend, weiter Elisabeth Charlotte von Storch auf Diestelow, eine geborene Gräfin von Bassewitz. Beide blieben wie ihre am 12. Mai 1843 geborene Schwester Aletta (Wynanda Emma Pauline) unverheiratet. Der dritte am 9. Oktober 1841 geborene Sohn Franz (Jacob Heinrich Carl Peter) heiratete am 1. Mai 1872 Henrietta von Kardorf, blieb ohne Nachkommen und verstarb am 31. Dezember 1896 als Major und Kammerherr des Schweriner Großherzogs in Ludwigslust.
Die Söhne David und Ludwig erhielten ab 1844 ihren ersten Schulunterricht durch den Hauslehrer und plattdeutschen Schriftsteller John Brinckman im Amtshaus des Klosters Dobbertin, der dort auch wohnte. Aus einem Brief John Brinckmans vom 9. Mai 1845 an seine Verlobte Elise Burmeister in Goldberg ist zu erfahren, dass Carl Peter von Le Fort musikalisch war und auch Gitarre spielte. Er schrieb: Schon wieder ein Auftrag, meine beste Elias! Eben als ich meinen ersten heutigen Brief mit dem Freudenfelsschen Fuhrwerk abgeschickt hatte, kommt der Klosterhauptmann und bittet mich, nach Goldberg zu schreiben und drei oder vier e-Saiten für seine Gitarre zu verschaffen zu suchen.Da nur in Goldberg jedenfalls ein Musikus sein wird (wenn Keffel sie nicht hat), der solche e-Saiten(die dünnsten heißen doch so, nicht wahr?) vorräthig hält ...gehabte Auslagen werden prompt erstattet. Stets Dein John.

### Gut Boek

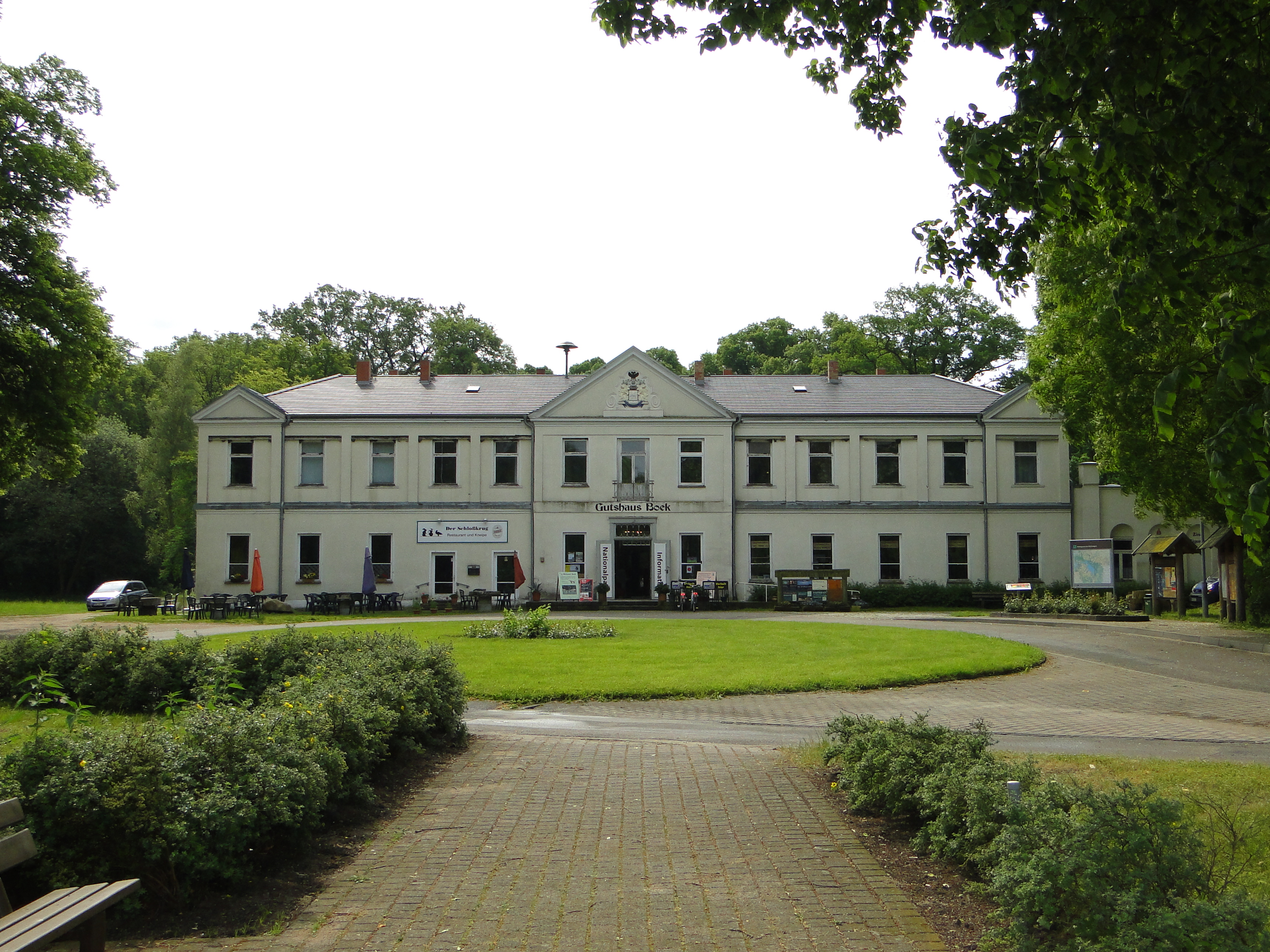
Herrenhaus in Boek (2014)

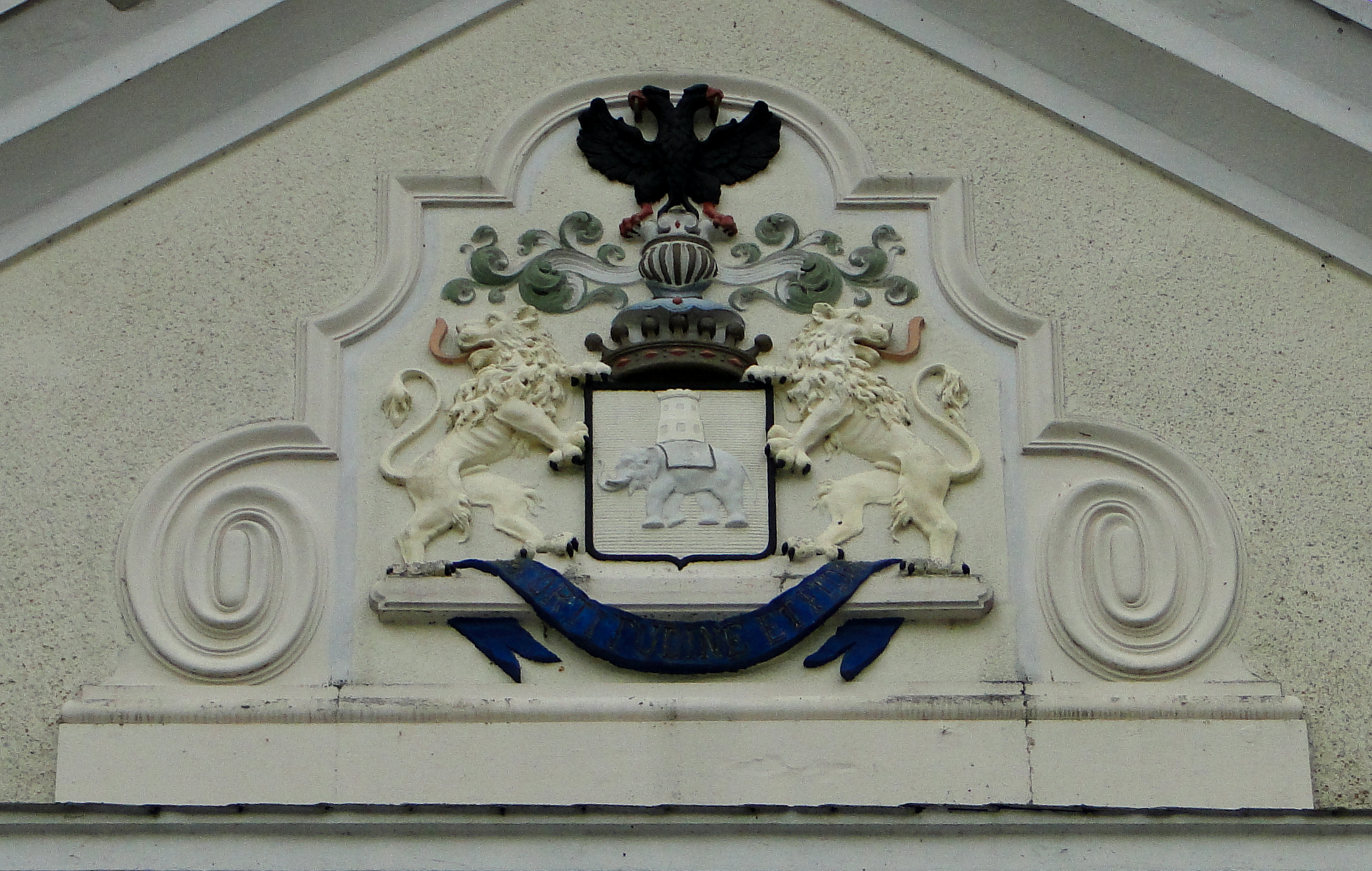
Wappen der Familie Le Fort am Herrenhaus in Boek (2014)

Während seiner Amtszeit als Klosterhauptmann in Dobbertin bewirtschaftete Carl Peter von Le Fort ab 1842 auch das kleine sogenannte Waldgut in Boek (heute Ortsteil von Rechlin). Es waren 2.622,7 Hektar, davon etwa 547 Hektar Wald im Boeker Forst und 467 Hektar Anteil an der Müritz.
Die 1837 beim Dorfbrand vernichtete St. Johannis-Kirche ließ Le Fort 1847 durch den Schweriner Landbaumeister Carl Anton Hermes im neugotischen Stil wieder aufbauen. Die Kirchweihe zu Boek fand in Anwesenheit des Patrons und Spenders Carl Peter von Le Fort am 20. Juni 1847 statt. Nach 1842 wurde auch mit dem Bau des neuen Herrenhauses als langgestreckter zweigeschossiger Putzbau mit vereinfachter klassizistischer Gliederung und einem Mittelrisalit begonnen. Im oberen Giebeldreieck befindet sich das Familienwappen. Die angrenzenden Scheunen, Viehställe sowie das Backhaus wurden bis 1849 fertiggestellt und im Sommer 1853 kamen weitere Neubauten, sogar ein Palmenhaus, hinzu.
Als Kirchenpatron in Boek stiftete er 1847 eine Glocke und 1853 eine Orgel, heute das älteste erhaltene Werk des Orgelbauers Wilhelm Sauer. 1860 wurde Le Fort noch zu einem der acht Landräte des ständischen Landtages gewählt.
Die Familiengrabstätte mit den Grabmälern vom Landrat und Klosterhauptmann Carl Peter Johann Reichsfreiherr von Le Fort auf Boek, geb. 27. Mai 1794, gest. 27. Juni 1862, seiner Frau Henriette Marie Baronin von Le Fort, geborene Splitgerber, geb. 16. Mai 1803, gest. 17. April 1873 und den Söhnen David Johann Peter Reichsfreiherr von Le Fort, geb. 25. Februar 1838, gest. 24. März 1914 und Ludwig Friedrich Peter Reichsfreiherr von Le Fort, geb. 22. März 1840, gest. 14. August 1907, sind noch heute auf dem Friedhof in Boek vorhanden.

### Gedruckte Quellen
Mecklenburgisches Urkundenbuch (MUB)

### Ungedruckte Quellen
Landeshauptarchiv Schwerin (LHAS)

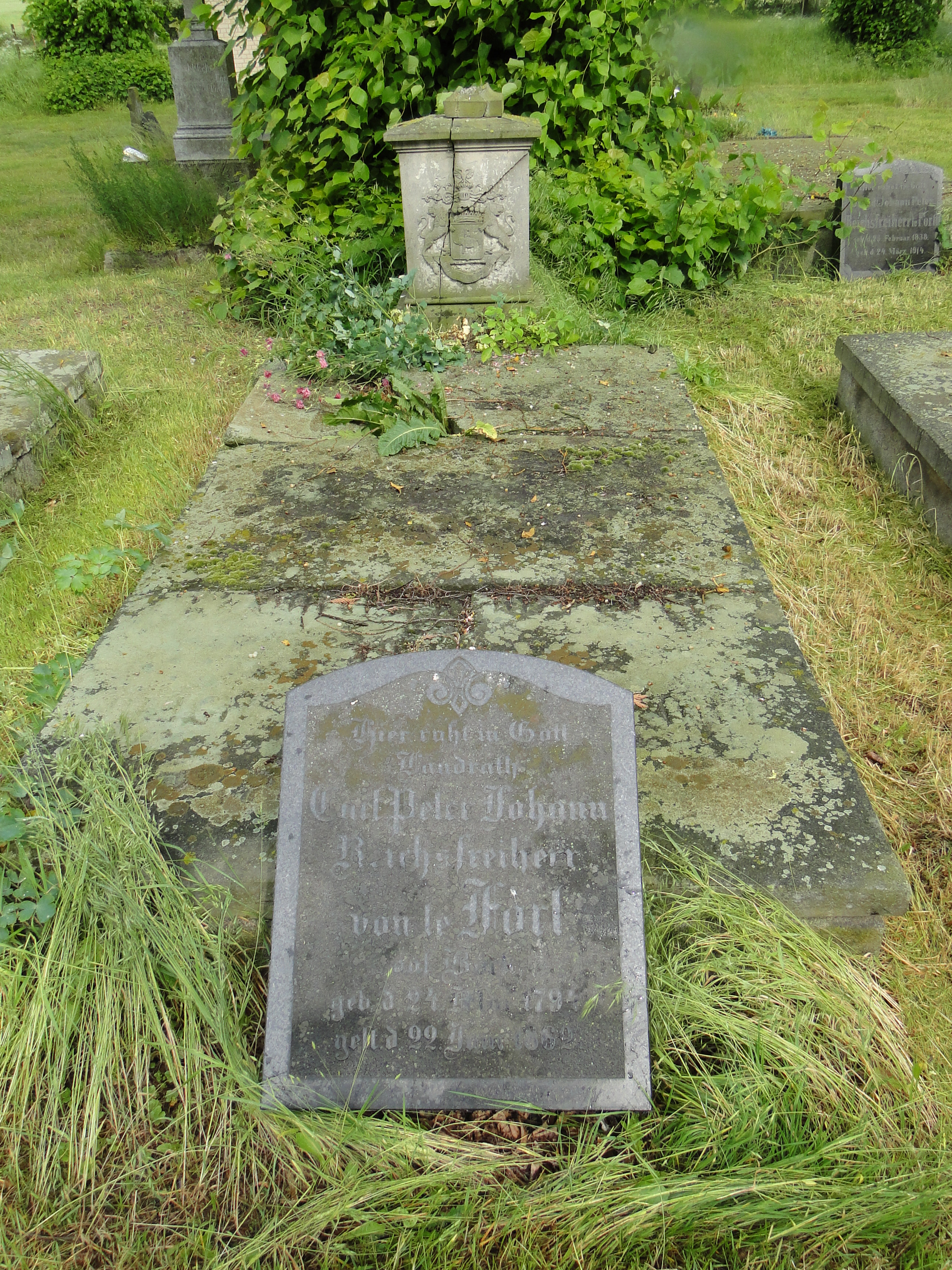
Grabstätte in Boek (2014)

- LHAS 2.21-2 Lehnkammer. Lehnakten II.
- LHAS 3.2-3/1 Landeskloster/Klosteramt Dobbertin. Nr. 739. Fortsetzung des Haupt- und Generalregisters über alle im Dobbertinschen Klosterarchiv vorhandenen Sachen und Nachrichten, 3. Teil A–Z, 18. Jahrhundert.
- LHAS 3.2-4 Ritterschaftliche Brandversicherung.
- LHAS 5.11-1 Mecklenburgische Abgeordnetenversammlung 1848–1850, Nr. 49. Wahl der Abgeordneten zur Abgeordnetenversammlung in den Wahlbezirken 1–85 auf der Grundlage des provisorischen Wahlgesetzes vom 13. Juli 1848.
- LHAS 5.11-2 Landtagsverhandlungen, Landtagsversammlungen, Landtagsprotokolle und Landtagsausschuß.
- LHAS 5.12-3/2 Klöster und Ritterorden, Generalia, Dobbertin.
- LHAS 5.12-4/2 Mecklenburgisches Ministerium für Landwirtschaft, Domänen und Forsten. Klosteramt Dobbertin.
- LHAS 5.12-8/1 Militärdepartement.
- LHAS 10.09-L/6 Personennachlass Lisch, Friedrich (1801–1883) Nr. 14 Notizen, Quellenabschriften über mecklenburgische Geschichte, 1854–1862. Nr. 29 Notizen über wendische Ortsnamen und Briefe dazu von Baron Le Fort, 1842–1854. Nr. 193 Restaurierung der Kirche in Dobbertin mit Gutachten, Protokolle, Notizen, Kostenaufstellungen, Skizzen und Korrespondenz mit den Dobbertiner Klosterhauptmännern von Baron Le Fort und von Maltzan, Hofmaler Gaston Lenthe aus Schwerin, Bildhauer Willgohs aus Berlin und Baumeister Thormann aus Wismar, 1854–1858. Nr. 640 Briefe von Baron Le Fort aus Dobbertin über die Veröffentlichung von Urkunden aus dem Kloster Dobbertin, 1838–1851.

Landeskirchliches Archiv Schwerin. (LKAS)
- LKAS, OKR Schwerin, Pfarrarchiv Laerz mit Boek. Nr. 6: Geschichtliche Mitteilungen an den Patron Baron von Le Fort über den Neubau der Kirche 1765 und 1837. Nr. 37 Grundbucheintragung für Baron von Le Fort zur Kirche.